# Romeo and Juliet: the Tomb Scene
Romeo and Juliet: the Tomb Scene é uma pintura de Joseph Wright of Derby, completada em 1790. As exposições de pintura ajudaram a popularizar a habilidade de Wright com cenas noturnas e à luz de velas. Mostra o momento de Romeu e Julieta em que Julieta, ajoelhada ao lado do corpo de Romeu, ouve um passo e tira um punhal para cometer suicídio. Pertence ao acervo do Derby Museum and Art Gallery.